# Louis Auzoux

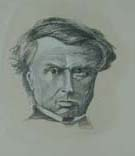
Louis Auzoux

Louis Thomas Jerome Auzoux (* 7. April 1797 in Saint-Aubin d'Ecrosville; † 7. März 1880) war ein französischer wissenschaftlicher Modellbauer und Anatom, der insbesondere durch seine anatomischen Modelle aus Pappmaché bekannt wurde.
Auzoux studierte von 1816 bis 1822 Medizin, zunächst unter Guillaume Dupuy am Hôtel-Dieu de Paris, später unter Rene-Alexis Baffos am Kinderkrankenhaus. In den frühen 1820er Jahren begann Auzoux mit der Produktion anatomischer Modelle, von denen er die ersten 1822 an der neugegründeten Académie nationale de Médecine präsentierte. Die Modelle erwiesen sich auch als kommerzieller Erfolg und Auzoux erweiterte seinen Katalog um zoologische und botanische Modelle. 
Auzouxs Pappmaché-Modelle hatten gegenüber herkömmlichen wissenschaftlichen Modellen aus Wachs, Holz, Gips oder Elfenbein zahlreiche Vorteile, so waren sie etwa auseinandernehmbar, temperaturunempfindlich, sowie insbesondere günstig zu produzieren. 1828 eröffnete Auxoux eine Fabrik in Saint-Aubin d'Ecrosville, die Papiermodelle in über 30 Länder überwiegend in universitäre Lehrsammlungen exportierte.
Das Museum Boerhaave in Leiden in den Niederlanden zeigt seit 2008 wieder 72 von Auzoux gefertigte Modelle des menschlichen Körpers, nachdem diese überholt und repariert worden waren. 